# Благодатка (Пензенская область)
Благодатка — село в Кузнецком районе Пензенской области. Входит в состав Посёльского сельсовета.

## География
Село расположено в восточной части области на расстоянии примерно в 11 километрах по прямой к западу от районного центра Кузнецка.
Часовой пояс
Село Благодатка как и вся Пензенская область, находится в часовой зоне МСК (московское время). Смещение применяемого времени относительно UTC составляет +3:00.

## Население
| 1859 | 1877 | 1897 | 1911 | 1926 | 1930 | 1939 |
| ---- | ---- | ---- | ---- | ---- | ---- | ---- |
| 515  | ↗528 | ↗699 | ↗898 | ↘728 | ↗831 | ↘683 |
| 1959 | 1979 | 1989 | 1996 | 2002 | 2010 |      |
| ↘505 | ↘480 | ↘429 | ↘399 | ↘342 | ↗353 |      |

Национальный состав
Согласно результатам переписи 2002 года, в национальной структуре населения русские составляли 91 % из 342 чел..

## Видео
- Село Благодатка, Кузнецкий район (28.08.2022)
- Село Благодатка, Кузнецкий район (17.06.2017)